# Ndong-Lien
Pour les articles homonymes, voir Ndong.
Ndong-Lien ou Ndoglien est un village de la région du Centre du Cameroun. Il est localisé dans l'arrondissement (commune) de Messondo. On y accède par la piste rurale qui lie Manguengues à Bodi.

## Population et société
En 1963, la population de Ndong-Lien était de 239 habitants. Ndong-Lien comptait 374 habitants lors du dernier recensement de 2005. La population est constituée pour l’essentiel de Bassa.